# Guadalupe del Recreo
Guadalupe del Recreo es una comunidad en el municipio de Zapotitlán Lagunas en el estado de Oaxaca. Guadalupe del Recreo está a 1446 metros de altitud. 

## Geografía
Está ubicada a 17° 28' 32.52" latitud norte y 98° 11' 43.8" longitud oeste.

## Población
Según el censo de población de INEGI del 2010: la comunidad cuenta con una población total de 608 habitantes, de los cuales 330 son mujeres y 278 son hombres. Del total de la población 2 personas hablan alguna lengua indígena.

## Ocupación
El total de la población económicamente activa es de 110 habitantes, de los cuales 92 son hombres y 18 son mujeres.